# Pe'z (アルバム)
『péz』（ペズ）は、2001年2月21日に発売された日本のジャズバンドPE'Zの1枚目のミニ・アルバム。発売元はapart.RECORDS。

## 解説
PE'Zの初CD化作品。ストリートで覚えてもらうために全員オレンジの衣装を着て演奏していたことから、第1作となる本作品のジャケットはオレンジ色（黄色とオレンジ色の中間色）。タイトルは大文字で「PE'Z」と明記され、小さく右下横側に小文字で【】付で【péz】と表記。
Ohyama"B.M.W"Wataru、Kadota"JAW"Kousuke、Nirehara Masahiroはそれぞれ、B.M.W、Jaw、20 NIRE "Hato Bus Cannon"と、現在と異なる名前を用いている。

## 収録曲
1. HEY!JORDU!
  - 作曲：B.M.W
2. I'M GETTIN' SENTIMENTAL OVER YOU
  - 作曲：Bassman Gerge
  - ゲストミュージシャン：nemo
3. WINNING
  - 作曲：Newman Randy
4. JOHNETSU NO THEME
  - 作曲：ヒイズミマサユ機
5. NANPU DOU
  - 作曲：B.M.W

## 収録アルバム
1. HEY!JORDU!
  - 「闇雲」
2. I'M GETTIN' SENTIMENTAL OVER YOU
  - 「闇雲」
3. WINNING
  - 「闇雲」
4. JOHNETSU NO THEME
  - 「闇雲」
5. NANPU DOU
  - 「闇雲」